# Zemsky Sobor

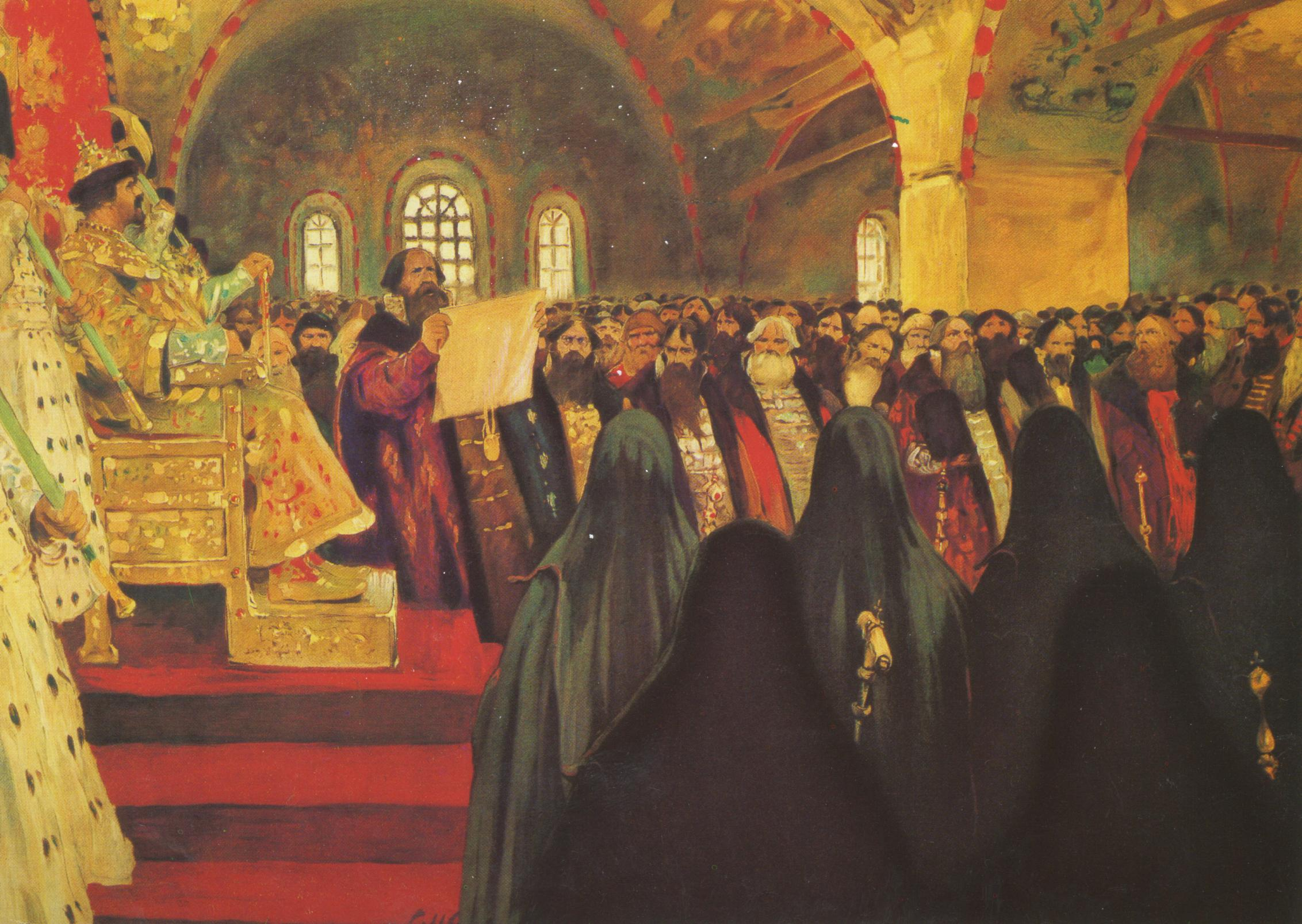
Sergey Ivanov miêu tả Zemsky sobor (1908)

Zemsky Sobor (tiếng Nga: зе́мский собо́р, phát âm tiếng Nga: [ˈzʲemskʲɪj sɐˈbor]) là một quốc hội của Nước Nga Sa hoàng bất động sản của lĩnh vực hoạt động trong thế kỷ 16 và 17.
Zemsky Sobor đại diện cho các giai cấp phong kiến của Nga trong ba loại: Quý tộc và quan liêu cao, Sobor của giáo sĩ Chính thống, và đại diện của "thường dân" bao gồm thương nhân và người dân thị trấn. Các hội đồng có thể được triệu tập bởi Sa hoàng, Tổ phụ hoặc Boyar Duma, để quyết định các vấn đề gây tranh cãi hoặc ban hành các bộ luật chính.
Sa hoàng Ivan khủng khiếp đã tổ chức Zemsky Sobor đầu tiên vào năm 1549, nắm giữ một số hội đồng chủ yếu như một con dấu cao su nhưng cũng để giải quyết các sáng kiến của giới quý tộc và thị trấn thấp hơn. Các Thời gian Troubles thấy Zemsky Sobor bổ nhiệm Boris Godunov như Tsar năm 1598 trong cuộc khủng hoảng tiếp sau khi kết thúc triều đại Rurik. Các hội nghị được tổ chức hàng năm sau khi Mikhail Romanov được bầu làm Sa hoàng năm 1613, nhưng mất ảnh hưởng khi triều đại Romanov được thành lập nhiều hơn, với hội nghị phê chuẩn Hiệp ước Pereyaslav năm 1654 cuối cùng trong ba mươi năm. Zemsky Sobors cuối cùng được tổ chức vào những năm 1680 để xóa bỏ hệ thống mestnichestvo và phê chuẩn "Hòa bình vĩnh cửu" với Ba Lan.

## Zemsky Sobor 1922
Zemsky Sobor của khu vực Amur (Приамурский Земский Собор) của Chính phủ Lâm thời Priamurye đã được triệu tập tại Vladivostok vào ngày 23 Tháng Bảy 1922 bởi Mikhail Diterikhs trong Nội chiến Nga. Diterikh là một vị tướng của Quân đội Trắng ở Viễn Đông Nga và triệu tập hội nghị bốn năm sau khi gia đình Romanov tuyên bố một chế độ quân chủ mới, đặt tên Đại công tước Nikolai Nikolaevich là Sa hoàng của Nga, với Thượng phụ Tikhon là chủ tịch danh dự của Zemsky Sobor. Cả Nikolai và Tikhon đều không có mặt tại hội nghị, và kế hoạch đã bị hủy bỏ khi khu vực rơi vào tay những người Bolshevik hai tháng sau đó.